# Avon Championships of California 1982
Avon Championships of California 1982, також відомий під назвою Avon Championships of Oakland, — жіночий тенісний турнір, що проходив на закритих кортах з килимовим покриттям Окленд Колізіум в Окленді (США). Належав до Avon Championships Circuit 1982. Відбувся водинадцяте і тривав з 22 до 28 лютого 1982 року. Друга сіяна Андреа Джегер здобула титул в одиночному розряді, свій другий підряд на цьому турнірі, й отримала за це 30 тис. доларів США.

## Фінальна частина

### Одиночний розряд
Андреа Джегер —  Кріс Еверт 7–6(7–5), 6–4
- Для Джегер це був 2-й титул в одиночному розряді за рік і 9-й — за кар'єру.

### Парний розряд
Барбара Поттер /  Шерон Волш —  Кеті Джордан /  Пем Шрайвер 6–1, 3–6, 7–6(7–5)

## Розподіл призових грошей
| Дисципліна       | П       | F       | ПФ     | ЧФ     | 1/8    | 1/16   | Попер. коло |
| Одиночний розряд | $30,000 | $15,000 | $7,350 | $3,600 | $1,900 | $1,100 | $700        |